# Native Construct
Native Construct ist eine US-amerikanische Progressive-Metal-Band aus Boston, Massachusetts, die 2011 gegründet wurde.

## Geschichte
Die Band wurde im Jahr 2011 von den drei Studenten des Berklee College of Music Robert Edens (Gesang), Myles Yang (E-Gitarre) und Max Harchik (E-Bass) gegründet. Bis 2013 arbeitete die Gruppe an ihrem Debütalbum, ehe Metal Blade Records auf die Band aufmerksam wurde und sie Anfang 2014 unter Vertrag nahm. Das selbstproduzierte Album wurde im bandeigenen Studio in Boston aufgenommen, bis auf den Gesang, der mit dem Produzenten Jamie King in den Basement Studios in Winston-Salem, North Carolina, aufgenommen worden war. Das Abmischen des Albums hatte von Rich Mouser im The Mouse House Studio in Los Angeles, Kalifornien, stattgefunden. Das Album wurde im April 2015 unter dem Namen Quiet World veröffentlicht. Im September des Jahres war die Gruppe auf dem ProgPower USA zu sehen.

## Stil
Laut James Christopher Monger von Allmusic spielt die Band genreübergreifenden Progressive Metal, der eine Mischung aus „Art-Metal“, Songs aus Musicals, Jazz und klassischer Musik sei und an Gruppen wie Between the Buried and Me, Mr. Bungle, Sleepytime Gorilla Museum, Coheed and Cambria und Dream Theater erinnert. Tobias Blum vom Rock Hard schrieb in seiner Rezension zu Quiet World, dass dies voller Energie und Abenteuerlust ist. Die Gruppe gebe sich technisch anspruchsvoll und orientiere sich „am klassischen Prog-Sound der Siebziger mit Wohlfühl-Streichern, Chören und einer insgesamt sehr freundlichen Atmosphäre, verpassen ihm aber eine heftige Metal-Schlagseite, die sich gar in gelegentlichen Death-Metal-Ausbrüchen äußert“. Die Band verzichte in ihren Songs komplett auf Refrains, wodurch es an Eingängigkeit mangele. Andreas Schiffmann rezensierte das Album in derselben Ausgabe ebenfalls. Für ihn war das Album überladen, nicht zu Ende gedacht und zusammenhangslos. Es komme darauf, führte er aus, statt eines echten Schlagzeugs ein Drumcomputer zum Einsatz und auch die Produktion zeitige Künstlichkeit. Für ihn klinge es so, als würden sich „Plastik-Queen und Retorten-Sinatra […] nach ein paar Stunden Jazzgitarre im Djent-Dschungel“ verirren. Michael Klaas von Metal.de bezeichnete das Album als Mischung aus Klassik, Jazz, Progressive Metal und Filmmusik. Es handele sich um ein Konzeptalbum, das sich mit den Tagträumen eines introvertierten Außenseiters befasse. In den Songs gebe sich die Gruppe vielseitig und unberechenbar. Auch er merkte den Drumcomputer, aber auch den Einsatz von künstlichen eingefügten Streichinstrumenten an. Die Mitglieder würden versuchen, möglichst viele Einflüsse zu verarbeiten, jedoch gelinge es ihnen, diese nicht zu verschmelzen, vielmehr bestünden diese in den Songs nebeneinander.

## Diskografie
- 2015: Quiet World (Album, Metal Blade Records)